# Unione buddhista italiana

Logo Unione Buddhista Italiana

L'Unione Buddhista Italiana è un Ente Religioso riconosciuto con Decreto del Presidente della Repubblica del 3 gennaio 1991.
Essa riunisce centri, fondazioni, templi e monasteri appartenenti alle tre tradizioni Buddhiste:Theravada, Mahayana e Vajrayana. In ottemperanza all’articolo 8 della Costituzione, per stabilire relazioni ufficiali con lo Stato italiano e per tutelare i diritti dei praticanti, siano essi cittadini italiani sia buddhisti provenienti dai paesi asiatici e residenti in Italia, l’U.B.I. l’11 dicembre del 2012 ha ottenuto la ratifica dell’Intesa con lo Stato italiano.
Fanno attualmente parte dell’U.B.I. centri appartenenti alle tradizioni Theravada (monastica e laica), Mahayana (Ch’an, Zen e Soen coreano), alla scuola di Nichiren, e alla Mahayana-Vajrayana nelle varianti Gelugpa, Kagyupa, Nigmapa e Sakyapa.
È guidata da un consiglio direttivo in cui sono rappresentate tutte le tradizioni buddhiste presenti in Italia.
È, inoltre, associata all'Unione Buddhista Europea (E.B.U.). 

## Storia
L’Unione Buddhista Italiana inizia la sua storia nel 1984 per iniziativa di Vincenzo Piga, uno dei protagonisti del progetto e di alcuni centri buddhisti allora presenti sul territorio italiano che incominciarono a incontrarsi per porre le basi della costituzione di un'associazione che raggruppa le diverse realtà del buddhismo in Italia. La proposta di statuto che nacque da queste riunioni fu siglata il 17 aprile del 1985 a Milano da nove centri buddhisti. L’obiettivo era di costituire un'associazione di centri buddhisti delle varie tradizioni che possa essere il referente unico di fronte allo Stato e alle Istituzioni, l’anno successivo si aggiunsero altri 9 centri e il numero è continuato a crescere tanto che l’UBI oggi comprende 62 centri.  L’UBI dalla sua origine si è posta come un'unione di centri e si propone di sostenere e rappresentare l’insieme del movimento buddhista nel rispetto di tutte le tradizioni storiche. Le sue finalità sono principalmente quelle di riunire e assistere i diversi gruppi buddhisti italiani, contribuire alla diffusione degli insegnamenti e delle pratiche della dottrina buddhista, sviluppare la collaborazione tra le diverse scuole e favorire il dialogo con le altre comunità religiose e con le istituzioni culturali e accademiche su argomenti di interesse comune, coltivare rapporti con l’Unione Buddhista Europea, la Federazione mondiale dei buddhisti e altre organizzazioni buddhiste estere e internazionali. Dal 1987 l’UBI fa parte dell’Unione Buddhista Europea.
Negli anni successivi l’UBI si è impegnata per ottenere il riconoscimento giuridico come Ente di Culto e per siglare con lo Stato Italiano l’intesa come previsto dall’articolo 8 della Costituzione. Il 3 gennaio del 1991, con un decreto presidenziale successivamente modificato il 15 giugno 1993 l’UBI ottiene il riconoscimento giuridico come ente di culto. Mentre le trattative con il Governo per l’intesa hanno avuto un cammino non facile perché il tavolo di confronto è potuto incominciare concretamente nel 1998 ma fu firmato la prima volta con il governo nel 2000 e successivamente nel 2007 e infine l'intesa fu approvata dal parlamento nel 2012 (legge 31 dicembre 2012, n. 245) grazie anche alla popolarità e al richiamo mediatico che hanno avuto le visite e gli incontri pubblici con Sua Santità il Dalai Lama avvenuti in quegli anni. L’intesa approvata unitamente a quella con l’Unione Induista Italiana costituisce una importante novità perché per la prima volta lo Stato Italiano ha sottoscritto un accordo con tradizioni non provenienti dal ramo ebraico-cristiano. Un disegno di legge quadro sulla libertà religiosa è stato presentato più volte nel corso delle ultime legislature ma con scarsa fortuna, sebbene la sua necessità risulti sempre più evidente con il modificarsi della società italiana sulla spinta della globalizzazione e il modificarsi degli scenari internazionali.
Dal 2014 inoltre è possibile indicare l’Unione Buddhista come destinataria della quota dell'8 per mille della dichiarazione dei redditi delle persone fisiche con cui l’UBI potrà finanziare progetti di sostegno al culto, di assistenza, culturali e umanitari per le somme direttamente indicate mentre le somme restanti, che arriveranno dalla quota non indicata, verranno dedicate esclusivamente a progetti umanitari sia in Italia sia all’estero che potranno essere proposti anche da associazioni, enti e istituzioni non buddhiste. Il buddhismo rappresentato dall’UBI si connota per un forte spirito di apertura e dialogo verso le altre religioni, con il mondo cattolico con cui ha avuto e ha ancora frequenti rapporti diretti, soprattutto coni il Pontificio Consiglio per il Dialogo Interreligioso e con le regioni italiane, infatti l’UBI e i suoi centri partecipano attivamente ai tavoli interreligiosi presenti nelle maggiori città Italiane.

## Attività annuali
L'UBI organizza ogni anno, in una diversa città italiana, le celebrazioni del Vesak, con cerimonie religiose e conferenze. Partecipa anche a incontri e conferenze con altre confessioni religiose, università, enti e istituzioni italiane ed europee.
L’UBI è anche presente nelle scuole italiane con attività di informazione sulla religione e filosofia buddhista e con laboratori e momenti di pratica e meditazione. Inoltre, proprio grazie ai fondi dell’8 per mille, e in collaborazione con le organizzazioni del Terzo Settore, sostiene progetti umanitari e sociali, in Italia e all’estero, rivolti alle categorie più fragili della popolazione e per l’affermazione dei diritti umani e di cittadinanza. Il sostegno è rivolto anche a progetti che favoriscono il rispetto dell’ambiente e promuovono una cultura della sostenibilità umana e sociale, del diritto al lavoro e all’inclusione sociale per tutti i cittadini, italiani e di origine straniera, e per lo sviluppo di un’economia verde e sostenibile. Per questo lavorano in dialogo con i vari soggetti impegnati nel campo della ricerca, con le università, gli enti, le organizzazioni e le istituzioni italiane e internazionali disponibili a sviluppare attività e progetti in assonanza con i suoi valori e in grado di dar vita a un nuovo paradigma sociale, culturale e umano.
Il 17 marzo 2020 l'Unione Buddhista Italiana ha stanziato 3 milioni di euro per fronteggiare l'emergenza Coronavirus e ripagare la fiducia che gli italiani hanno dimostrato con il loro 8 per mille: 1,5 milioni sono stati subito erogati alla Protezione Civile e 1,5 milioni sono stati destinati a un fondo per sostenere le attività post epidemia a favore dei più deboli. Il 10 maggio ha destinato un altro milione per la preservazione e lo sviluppo della cultura dei territori, da Nord a Sud. 